# Triptognathus bolivari
Triptognathus bolivari là một loài tò vò trong họ Ichneumonidae.